# Volo nella notte
Volo nella notte è un romanzo del 2005 di Frances Hardinge.

## Trama
Mosca Mye è una dodicenne povera, orfana e maltrattata dallo zio, la sua unica compagnia è un'oca.
Mosca sa però come allontanarsi da questa realtà: con la lettura di libri considerati pericolosi può scoprire un mondo sconosciuto e misterioso, fatto di segreti e inganni, in cui è sempre più difficile distinguere amici e nemici, e in cui si dovrà destreggiare, tra intrighi politici ed economici, per poter combattere un nemico inaspettato che si muove nell'ombra, e ne uscirà con un grande pensiero e messaggio di libertà.
Il tutto è descritto con un linguaggio esotico e barocco.

## Ambientazioni
Il romanzo è ambientato in un regno diviso in migliaia di Città-Stato, comunemente chiamato il Reame che, come dice anche l'autrice in una nota, a grandi linee non è dissimile dall'Inghilterra di inizio XVIII secolo sebbene la trama e altre ambientazioni siano completamente inventate.
La storia del Reame è molto accennata nel romanzo, ed è un elemento fondamentale nella narrazione. Molto tempo prima c'era un re, che aveva intenzioni molto buone ma governava molto male, così che ci fu rivolta e gli venne tagliata la testa. Quindi prese il potere il parlamento e il giovane figlio del re venne portato all'estero da alcuni servitori fedeli e monarchici, che si facevano chiamare realisti, visto che volevano riportare al potere la monarchia. Poi il figlio del re morì, così che tutti i parenti pretesero il titolo nobiliare e cominciò la guerra civile, tra il parlamento e le varie fazioni di Realisti. Nella confusione della guerra civile si affermò una nuova religione, l'Uccellatoresimo. Dopo un po' gli Uccellatori presero il comando nella contentezza generale, ma ben presto gli Uccellatori cominciarono a perseguitare la popolazione, così che fece rimpiangere tutti il tempo precedente, e questo periodo di 10 anni venne chiamato tempo tremendo. Alla fine la popolazione si rivoltò e riprese il potere il Parlamento. Tuttavia così ricominciò la guerra civile; questa volta si interposero le gilde che mediarono tra le varie parti scongiurando il pericolo di guerra. Quindi parlamento e realisti fecero un accordo, con cui si decise che il Reame sarebbe tornato alla monarchia, tuttavia il re sarebbe stato scelto dal parlamento. Ma questo non si decise così che piano piano il Reame si frantumò in migliaia città-stato, ognuna che teneva bordone per un regnante diverso, lasciando solo la Capitale sotto l'effettivo controllo del parlamento.
La vicenda si svolge principalmente in quattro città, nelle loro parti:
- Chough, città paludosa dove nasce Mosca Mye e luogo in cui ha vissuto la sua vita fino ai dodici anni; tra l'altro lì c'è:
  - Altare del soave Polpotillo, piccolo altare di campagna.
  - Pietra dei rimproveri: dove vengono legati i malfattori.
- Mandeleion, una delle più grandi città del Reame dove si svolge la maggior parte della vicenda; ecco le sue varie parti:
  - Casa dei matrimoni, di amici di Clent[1] dove mosca e Clent vengono ospitati.
  - Guglia orientale, residenza di Lady Tamarind;
  - Fiume Slye, fiume che attraversa Mandeleion, dove tra l'altro ci sono vari mercati galleggianti, caffetterie ed è il dominio degli Aquaioli[2]
  - il Mastino Grigio, locanda famosa per gli scontri tra animali;
- Kempe Teetering, città fluviale dove passeranno Mosca e Clent; ecco le sue varie parti:
  - Casa di Jennifer Bessel, amica di Clent.
  - Halberd, locanda di marinai situata in un vecchio fare al centro del fiume.
  - Chiesa, piccola chiesa di campagna.
- Percorso per Mandelion, è il percorso fatto da Clent e Mosca per andare da Kempe Teertering a Mandelion, percorso via:
  - Fiume,
  - Terra, facendosi dare un passaggio da varie carrozze e dove incontreranno Blythe.
- La Capitale, anche se non ci avviene nessuna vicenda è più volte citata. Il nome capitale si riferisce in realtà ai tempi quando il Regno era unito, mentre adesso non è più in realtà la capitale, anche se resta la città più importante.

## Personaggi
- Mosca Mye, la protagonista
- Eponaymous Clent, spia dei Rilegatori abilmente camuffata, incontrerà Mosca a Chough, seducendola involontariamente con le sue parole indurrà a liberarlo e a seguirlo.
- Lady Tamarind, la insospettabile antagonista che appoggia gli Uccellatori sebbene non sia una credente, e probabilmente lo fa per rovesciare il duca suo fratello e prendere il potere.
- Kohlrabi, l'anche lui insospettabile assistente di Lady Tamarind e Uccellatore convinto
- Saracen, l'oca assassina di Mosca.

La storia è dominata da varie fazioni, di tipo economico, politico o religioso. Sono:
- Uccellatori: credono nel Sacro Cuore Della Conseguenza e sono molto odiati per via di tutte le vittime che fecero quando andarono al potere con le persecuzioni. Sono in contrapposizione con i Beneamati, la religione dominante.
- Beneamati, è la religione dominante formata da tantissimi Soavi, ognuno protettore di qualcosa, come:
  - S. Pellicola, Protettrice dei Porci.
  - S.Polpotillo, Colui che Tiene Lontano le Mosche dalla Marmellata e dalle Zangole.
  - S. Giudina dalla Faccia Altrui
- Gilde: sono corporazioni formate da abili artigiani e mercanti che hanno raggiunto un grandissimo potere durante la guerra civile. Le più importanti sono:
  - Rilegatori: sono i padroni della parola stampata: sono gli unici che possono stampare e bruciare libri. Ne fanno parte:
    - Mabwick Toke: il capogilda a Mandeleion.

  - Fabbri: maestri delle serrature e dei cancelli. Ne fanno parte:
    - Aramai Goshawk, il capogilda a Mandelion e Scurrey.

  - Acquaioli, i padroni del fiume Slye e gli unici a poterci governare, agire e trasportare passeggeri
  - Cocchieri, esperti nei trasporti via terra, più favorevoli ai Fabbri che ai Rilegatori
- Realisti: la fazione che spinge per il ritorno della monarchia, ma è divisa su quale monarca.

## Edizioni
- Frances Hardinge, Fly by night, Macmillan Children's Books (divisione di Macmillan Publishers Limited), 2005.
- Frances Hardinge, Volo nella notte, traduzione di Patrizia Rossi, Berenice Capatti e Maria Concetta Scotto di Santillo, Libri per ragazzi, Fabbri Editori, 2006,  p. 537, ISBN 88-451-1932-7.
- Frances Hardinge, Fly by night, HarperCollins, 2006.